# Minettia
Minettia – rodzaj małych muchówek z rodziny kalnicowatych (Lauxaniidae). 
Jest to jeden z najliczniejszych gatunkowo rodzajów należących do rodziny Lauxaniidae z nieco mniej niż 100 opisanymi gatunkami, i zasięgiem występowania obejmującym niemal całą Ziemię.
Wydzielono trzy podrodzaje Minettia:
- Frendelia (Collin, 1895)
- Plesiominettia Shatalkin, 2000
- Minettia Robineau-Desvoidy, 1830

## Wybrane gatunki
- M. longipennis (Fabricius, 1794)
- M. desmometopa (de Meijere, 1907)
- M. fasciata (Fallén, 1826)
- M. flaviventris (Costa, 1844)
- M. inusta (Meigen, 1826)
- M. longiseta (Loew, 1847)
- M. lupulina (Fabricius, 1787)
- M. plumicornis (Fallén, 1820)
- M. rivosa (Meigen, 1826)
- M. tubifer (Meigen, 1826)
- M. filia (Becker, 1895)